# Нестеренко Євген Євгенович
Євген Євгенович Нестеренко (8 січня 1938 — 20 березня 2021) — радянський оперний співак (бас), народний артист СРСР, Лауреат Ленінської премії, Герой Соціалістичної Праці (1988).

## Життєпис
Народився у Москві. Закінчив Ленінградський інженерно-будівельний інститут, а 1965 року — Ленінградську консерваторію. Соліст Малого оперного театру (1963—1967), Ленінградського Театру опери й балету (1967—1971), Великого Театру Росії (1971—2002). Викладав у Ленінградській консерваторії (1967—1971), Московському музично-педагогічного інституті ім. Гнесіних (1972—1974), Московській консерваторії (з 1975). В 1989—1991 — народний депутат СРСР.
Проспівав більше 50 провідних партій, 21 оперу виконав мовою оригіналу. Виконавець сольних концертних програм вокальних добутків російських і закордонних композиторів; російських народних пісень, романсів, арій з опер, ораторій, кантат й інших творів для голосу з оркестром, церковних пісень й ін. Записав близько 70 платівок і дисків на вітчизняних і закордонних фірмах грамзапису, у тому числі більше 20 опер (повністю), арій, романсів, народних пісень. Автор понад 200 друкованих праць — книг, статей, інтерв'ю.
Помер Євген Нестеренко 21 березня 2021 року у Відні від наслідків коронавірусної хвороби.